# Mlike
Mlikë en albanais et Mlike en serbe latin (en serbe cyrillique : Млике) est une localité du Kosovo située dans la commune/municipalité de Dragash/Dragaš et dans le district de Prizren/Prizren. Selon le recensement de 2011, elle compte 92 habitants.
Selon le découpage administratif de la Serbie, la localité fait partie de la municipalité de Gora.

## Histoire
Le village abrite une mosquée proposée pour une inscription sur liste des monuments culturels du Kosovo.

## Démographie

### Évolution historique de la population dans la localité
| 1948 | 1953 | 1961 | 1971 | 1981 | 1991 | 2011 |
| ---- | ---- | ---- | ---- | ---- | ---- | ---- |
| 461  | 428  | 428  | 455  | 506  | 335  | 92   |

|  |

### Répartition de la population par nationalités (2011)
En 2011, les Gorans représentaient 96,73 % de la population.